# 有名
| ウィキペディアには「有名」という見出しの百科事典記事はありません（タイトルに「有名」を含むページの一覧/「有名」で始まるページの一覧）。 代わりにウィクショナリーのページ「有名」が役に立つかもしれません。 |